# Madhbaliya
Madhbaliya – gaun wikas samiti w zachodniej części Nepalu w strefie Lumbini w dystrykcie Rupandehi. Według nepalskiego spisu powszechnego z 2001 roku liczył on 1567 gospodarstw domowych i 8734 mieszkańców (4281 kobiet i 4453 mężczyzn).